# Качаново (Гадячский район)

Качано́во (укр. Качанове) — село,
Качановский сельский совет,
Гадячский район,
Полтавская область,
Украина.
Код КОАТУУ — 5320482601. Население по переписи 2001 года составляло 629 человек.
Является административным центром Качановского сельского совета, в который, кроме того, входят сёла
Выришальное,
Новосёловка,
Степное и
Дачное.

## Географическое положение
Село Качаново находится на одном из истоков реки Татарка.
На расстоянии в 0,5 км расположено село Дачное.
Рядом с селом большой массив нефтяных и газовых скважин.

## История
- 1692 — дата основания.

## Экономика
- ООО «Качаново-Агро».

## Объекты социальной сферы
- Школа І—ІІ ст.

## Известные жители и уроженцы
- Чирвон, Михаил Анисимович (1932—1989) — Герой Социалистического Труда.